# The Wedding Planner
The Wedding Planner (en España, Planes de boda; en Hispanoamérica, Experta en bodas) es una comedia romántica estadounidense estrenada en 2001. Está protagonizada por Jennifer Lopez y Matthew McConaughey.

## Argumento
Nadie entiende tanto de amor como Mary Fiore (Jennifer Lopez). Después de todo, es la más prestigiosa organizadora de bodas de San Francisco. Como se especializa en que los sueños de amor se conviertan en realidad, está demasiado ocupada para tener una vida amorosa propia. Mientras celebra el último y más lucrativo contrato -el de la magnate de Internet Fran Donolly (Bridgette Wilson)- Mary es rescatada de un choque casi mortal con un camionero en fuga por el Doctor Steve Edison (Matthew McConaughey). Después de pasar juntos la velada más agradable de sus vidas, Mary cree que por fin ha encontrado un motivo para creer en el amor. Bueno, casi. El mundo de Mary cambia de arriba abajo cuando descubre que Steve es en realidad el futuro marido de Fran Donolly, y ella su organizadora de boda. Su carrera y Cupido acaban de chocar.

## Recepción crítica y comercial
Según la página de Internet Rotten Tomatoes la película recibió un 16% de comentarios positivos, llegando a la siguiente conclusión: "En vez de ser encantadora, esta comedia-romántica está hecha con el piloto automático y es muy artificial en su ejecución. Además es muy poco original".
Según la página de Internet Metacritic obtuvo críticas negativas, con un 33%, basado en 29 comentarios de los cuales sólo 2 son positivos.
Entró directamente en el número uno de la taquilla estadounidense, permaneciendo en dicha posición dos semanas consecutivas. Recaudó 60 millones de dólares en Estados Unidos. Sumando las recaudaciones internacionales la cifra asciende a casi 95 millones. Su presupuesto fue de 35 millones.

## DVD
The Wedding Planner salió a la venta el 14 de diciembre de 2001 en España, en formato DVD. El disco contiene making of, anuncios TV, filmografías y tráiler cinematográfico.